# 何喬遠
何 喬遠（か きょうえん、嘉靖37年8月2日（1558年9月13日）- 崇禎4年12月20日（1632年2月9日））は、明代の官僚・学者。字は穉孝、号は匪莪。本貫は泉州府晋江県。

## 生涯
何炯の子として生まれた。万暦14年（1586年）、進士に及第した。刑部主事に任じられ、礼部儀制郎中に転じた。万暦帝が皇長子朱常洛を王に封じようとすると、喬遠は嫡長が皇太子に立てられるべきと主張して争った。同僚の陳泰来らがその上言のために左遷されると、喬遠は左遷に反対する上疏をおこなって救った。豊臣秀吉の朝鮮侵攻（文禄の役）が起こり、その救援のために明軍が派遣された。北京の朝廷では石星が秀吉を日本国王に封じ、日明の勘合貿易を認める封貢論を主唱していた。しかし朝鮮使臣の金睟が李如松・沈惟敬の欺瞞を泣いて訴えた。喬遠が石星の封貢論に反対する上奏をおこない、万暦帝も心動かされたが、石星が自説を堅持したので、喬遠の上疏は容れられなかった。喬遠は罪に問われて広西布政司経歴に左遷され、辞職して帰郷した。郷里にあること二十数年、学者として著述に専念し、鏡山先生と称された。推薦の声もあったが、起用されなかった。
泰昌元年（1620年）、喬遠は北京に召し出されて光禄寺少卿となり、太僕寺少卿に転じた。王化貞が兵を広寧に駐屯させ、主戦論を取った。喬遠は防御の策を書き送り、軽挙しないよう強く勧めたが、聞き入れられなかった。ほどなく王化貞は広寧を放棄して逃亡した。天啓2年（1622年）、左通政に進んだ。鄒元標が首善書院を建てると、朱童蒙らがこのことを弾劾した。喬遠は「書院の梁の上の文は実は臣の手によるものでした。臣もともに罷免されるべきでしょう」と言って朱童蒙に反論した。光禄寺卿・通政使に進んだ。病を理由に戸部右侍郎として致仕した。崇禎2年（1629年）、南京工部右侍郎として再び起用された。給事中の盧兆龍にその衰えを指弾されて、喬遠は自ら官を退いて去った。崇禎4年12月20日（1632年2月9日）、死去した。享年は74。工部尚書の位を追贈された。
著書に『名山蔵』37巻・『閩書』154巻・『明文徴』74巻・『何喬遠集』80巻があり、当時に通行した。

## 子女
- 何九転（早逝、死後まもなく妻の王氏は自縊した）
- 何九雲（字は舅悌）
- 何九説（字は兄悌）